# Syscia benevidesae
Syscia benevidesae (лат.) — вид муравьёв рода Syscia из подсемейства Dorylinae (Formicidae). 

## Распространение
Встречаются в Центральной и Южной Америке: Венесуэла, Коста-Рика, Эквадор.

## Описание
Мелкие муравьи красновато-коричневого цвета (длина около 3 мм). Ширина головы рабочих 0,56-0,62 мм, длина головы 0,71-0,78 мм. Отличаются следующими признаками: субпетиолярный отросток мелкий, широкий, с тупым задним углом; абдоминальный сегмент AIII сверху трапециевидный, бока умеренно выпуклые; AIV сверху с выпуклыми сторонами, передний край неусеченный; у AIII и AIV дорсальный профиль выпуклый; пунктуры на AIII и AIV крупные; отстоящие волоски длинные. Стебелёк двухчлениковый, но явные перетяжки между следующими абдоминальными сегментами отсутствуют. Проното-мезоплевральный шов развит. Оцеллии отсутствуют, сложные глаза редуцированные. Нижнечелюстные щупики рабочих 2-члениковые, нижнегубные щупики состоят из 2 сегментов. Средние и задние голени с одной гребенчатой шпорой. Обнаружены в подстилочном лесном слое. Вид был впервые описан в 2021 году американским мирмекологом Джоном Лонгино и немецким энтомологом Майклом Бранстеттером.